# 小田守治
小田 守治（おだ もりはる）は、戦国時代の武将。鎌倉時代には常陸守護だった小田氏の当主。小田氏治の嫡男。通称は彦太郎。長男ではないが、兄友治が庶子のために、守治が家督を継いだ。

## 概要
家督を継ぎ常陸南部の小田氏代々の所領を守っていたが、佐竹氏の侵攻にそなえなければならず豊臣秀吉の小田原征伐に参陣できなかったため、所領を没収された。
その後、秀吉から許され父とともに下野の結城秀康の与力となった。さらに妹も秀康の側室になった縁から結城家に仕えた。関ヶ原の戦いの後、秀康が越前北ノ庄へ転封となると、これに従う。小田家は越前松平家の上級家臣として再興されたが、松平忠直の代に松平家が改易されると、嫡男経治は徳川将軍家の武蔵に移住した。